# Moesina
La moesina es una proteína asociada a los microfilamentos de actina F, en su morfología de redes de su variedad no contráctil. Tiene una función vital en el anclaje de los microfilamentos, pues forma parte de los complejos ERM, junto con la ezrina y la radixina. Estos complejos se asocian a las redes y las anclan a la membrana plasmática. A su vez, se unen a receptores de la membrana, como el CD44 (receptor del ácido hialurónico). Esto permite reaccionar de manera coordinada ante estímulos externos. En humanos, la moesina viene codificada por el gen MSN. Se puede encontrar en numerosos tejidos entre los que destaca el epidídimo. Es una proteína relativamente corta, pues posee una longitud de 577 aminoácidos y una masa molecular de unos 67,8kDa. Su gen se encuentra ligado al sexo pues su herencia y expresión depende del cromosoma X. Mutaciones en su gen pueden provocar o intervenir en la aparición del Parkinson. También se ha observado cierta relación con el cáncer de mama.